# Hedotettix alienus
Hedotettix alienus är en insektsart som beskrevs av Boris Petrovich Uvarov 1936. Hedotettix alienus ingår i släktet Hedotettix och familjen torngräshoppor. Inga underarter finns listade i Catalogue of Life.